# Global War on Terrorism Expeditionary Medal
La Global War on Terrorism Expeditionary Medal (médaille expéditionnaire de guerre globale contre le terrorisme - GWOT-EM) est une décoration militaire des forces armées des États-Unis créée par ordre du président George W. Bush en mars 2003.
Cette médaille récompense les militaires qui ont été déployés sur des théâtres d'opération étrangers de la guerre contre le terrorisme depuis le 11 septembre 2001 jusqu'à une date encore indéterminée. Ces militaires doivent avoir un statut de déployé d'au moins 30 jours continus, 60 jours non continus ou avoir été blessés ou tués lors du déploiement.

## Opérations et dispositifs
Les opérations approuvées et les dates correspondantes pour la médaille expéditionnaire de la guerre mondiale contre le terrorisme (avec effet rétroactif au 11 septembre 2001) sont les suivantes,,:
| Opération                       | de                 | à                 |
| ------------------------------- | ------------------ | ----------------- |
| Enduring Freedom (OEF)          | 11 septembre 2001  | 28 décembre 2014  |
| Iraqi Freedom (OIF)             | 19 mars 2003       | 31 août 2010      |
| Nomad Shadow (ONS)              | 5 novembre 2007    | TBD               |
| New Dawn (OND)                  | 1er septembre 2010 | 31 décembre 2011  |
| Observant Compass (OOC)         | 1er octobre 2011   | 30 septembre 2017 |
| Inherent Resolve (OIR)          | 15 juin 2014       | à déterminer      |
| Freedom's Sentinel (OFS)        | 1er janvier 2015   | 30 août 2021      |
| Odyssey Lightning (OOL)         | 1er août 2016      | 17 janvier 2017   |
| Operation Pacific Eagle (OPE-P) | 5 octobre 2017     | à déterminer      |

Exemples d'étoiles de campagne (campaign stars) portées sur le ruban de service de la Global War on Terrorism Expeditionary Medal :
|                                                       | N'importe laquelle des neuf opérations |
| Bronze star                                           | Deux des neuf opérations               |
| Bronze star · Bronze star                             | Trois des neuf opérations              |
| Bronze star · Bronze star · Bronze star               | Quatre des neuf opérations             |
| Bronze star · Bronze star · Bronze star · Bronze star | Cinq des neuf opérations               |
| Silver star                                           | Six des neuf opérations                |
| Silver star · Bronze star                             | Sept des neuf opérations               |
| Silver star · Bronze star · Bronze star               | Huit des neuf opérations               |
| Silver star · Bronze star · Bronze star · Bronze star | Les neuf opérations                    |

Le port des rubans suivants est autorisé pour la Global War on Terrorism Expeditionary Medal:
- Campaign stars (toutes les branches)
- Arrowhead device (US Army, US Air Force, et US Space Force)
- Fleet Marine Force Combat Operation Insignia (Personnel de la Navy affecté à une unité du corps des marines au combat)

## Critères
Pour recevoir la médaille expéditionnaire de la guerre mondiale contre le terrorisme, un militaire doit être déployé et participer à une opération antiterroriste désignée pendant une période de 30 jours de service consécutifs ou 60 jours de service non consécutifs. Pour ceux qui ont été engagés au combat, tués ou blessés dans l'exercice de leurs fonctions, la condition de durée n'est pas requise. Le terme "déploiement" désigne un ordre temporaire ou permanent de se rendre dans un lieu d'affectation situé en dehors des frontières des États-Unis d'Amérique, dans le cadre d'un soutien direct aux opérations antiterroristes. Pour qu'un militaire reçoive la Global War on Terrorism Expeditionary Medal, le déploiement doit également avoir eu lieu dans un pays qui est actuellement reconnu comme une base pour les opérations antiterroristes par le département de la défense des États-Unis,.
Le 30 avril 2005, la Global War on Terrorism Expeditionary Medal a été supprimée pour le service en Irak et en Afghanistan, ce service étant reconnu par la Iraq Campaign Medal ou la Afghanistan Campaign Medal. Le personnel ayant reçu la GWOT-EM pour un service antérieur dans ces deux régions peut choisir d'échanger la GWOT-EM ou de conserver la récompense originale.
Le 9 février 2015, le département de la Défense a autorisé le port d'étoiles de service (service star) sur la GWOT-EM pour représenter les différentes opérations auxquelles le récipiendaire a participé.
La GWOT-EM est une médaille expéditionnaire du département de la Défense. L'attribution de cette médaille n'empêche pas l'attribution d'autres types de reconnaissance (tels que des décorations) normalement associés au déploiement. Cette médaille peut être décernée à titre posthume.
La Global War on Terrorism Expeditionary Medal peut être décernée pour des opérations approuvées menées dans l'une des zones géographiques suivantes:
1
- Afghanistan
- Algérie
- Azerbaïdjan
- Bahreïn
- Bosnie-Herzégovine
- Bulgarie (Bourgas)
- Burkina Faso
- Tchad
- Colombie
- Crète
- Chypre
- Diego Garcia
- Djibouti
- Égypte
- Érythrée
- Éthiopie
- Géorgie
- Base navale de la baie de Guantánamo (dans l'enceinte de la Force opérationnelle interarmées Guantanamo)
- Hongrie
- Iran
- Irak[10] Interrompu pour le service en Irak à partir du 1er janvier 2012. Repris pour l'opération Inherent Resolve[11].
- Israël
- Jordanie
- Kazakhstan
- Kenya
- Kosovo (seules les opérations GWOT spécifiées)
- Koweït
- Kirghizistan
- Liban
- Mali
- Mauritanie
- Maroc
- Niger
- Nigeria
- Oman
- Pakistan
- Philippines
- Qatar
- Roumanie (Constanţa)
- Arabie saoudite
- Sénégal
- Sierra Leone
- Somalie
- Syrie
- Tadjikistan
- Tanzanie
- Tunisie
- Turquie (à l'est de 35 degrés de longitude est)
- Turkménistan
- Émirats arabes unis
- Ouzbékistan
- Yémen

Les masses d'eau suivantes sont également des zones de qualification approuvées :
- La partie de la mer d'Oman située au nord du 10° degrés nord de latitude et à l'ouest du 680 degrés est de longitude.
- Bab-el-Mandeb
- Golfe d'Aden
- Golfe d'Aqaba
- Golfe d'Oman
- Golfe de Suez
- Une partie de la mer Méditerranée (opérations d'"arraisonnement et de fouille") (à l'est du 28e degré de longitude est)
- Golfe persique
- Mer Rouge
- Détroit d'Ormuz
- Canal de Suez

## Insignes
La Global War on Terrorism Expeditionary Medal peuvent être récompensés par les Insignes:
- Arrowhead device - Pour les membres qualifiés de l'armée de terre et de l'armée de l'air.
- Service stars - à compter du 9 février 2015, pour reconnaître la participation individuelle à chacune des opérations approuvées auxquelles un militaire participe, une 3⁄16 inch star de bronze est portée sur la suspension et le ruban de service de la médaille, une étoile d'argent de 3⁄16 pouces étant portée à la place des cinq étoiles de bronze.
- Fleet Marine Force Combat Operation Insignia - pour les membres qualifiés de la marine, tels que les membres du corps hospitalier affectés aux unités du corps des marines qui participent au combat au cours de leur mission.

## Médaille expéditionnaire et médaille de service
Une médaille similaire, la Global War on Terrorism Service Medal (GWOT-SM), a été créée en vertu du même décret présidentiel que celui qui a autorisé la médaille expéditionnaire GWOT. La principale différence entre les deux récompenses est que la médaille de service est destinée à ceux qui ont effectué des tâches de soutien aux États-Unis, tandis que la médaille expéditionnaire reconnaît ceux qui ont été déployés dans des pays étrangers. Pour ceux qui participent à des opérations multiples, la GWOT Service et la GWOT Expeditionary Medal peuvent être autorisées, mais les deux médailles ne peuvent plus être décernées pour la même période de service. La seule exception concerne les militaires qui ont servi en Irak ou en Afghanistan avant le 30 avril 2005. Ces personnes ont reçu à la fois la Global War on Terrorism Service Medal et la Global War on Terrorism Expeditionary Medal.

## Source
- (en) Cet article est partiellement ou en totalité issu de l’article de Wikipédia en anglais intitulé « Global War on Terrorism Expeditionary Medal » (voir la liste des auteurs).